# Gilles Wach
Gilles Wach (rođen u Troyesu, 26. studenoga 1956.) je francuski svećenik, osnivač i generalni prior Instituta Krista Kralja Velikog svećenika.

## Biografija
Mons. Gilles Wach je osnivač i trenutni generlani prior Instituta Krista Kralja Svećenika (ICRSS). Pohađao je sjemenište u Genovi pod vodstvom kardinala Giuseppea Sirija. Zaređen je svećenikom u bazilici sv. Petra u Vatikanu 24. lipnja 1979. godine od strane pape Ivana Pavla II., nakon čega je završio doktorske studije u Rimu. Kasnije je Wach služio u Kongregaciji za kler pod kardinalom Silvije Oddijem.